# UTC+12:00

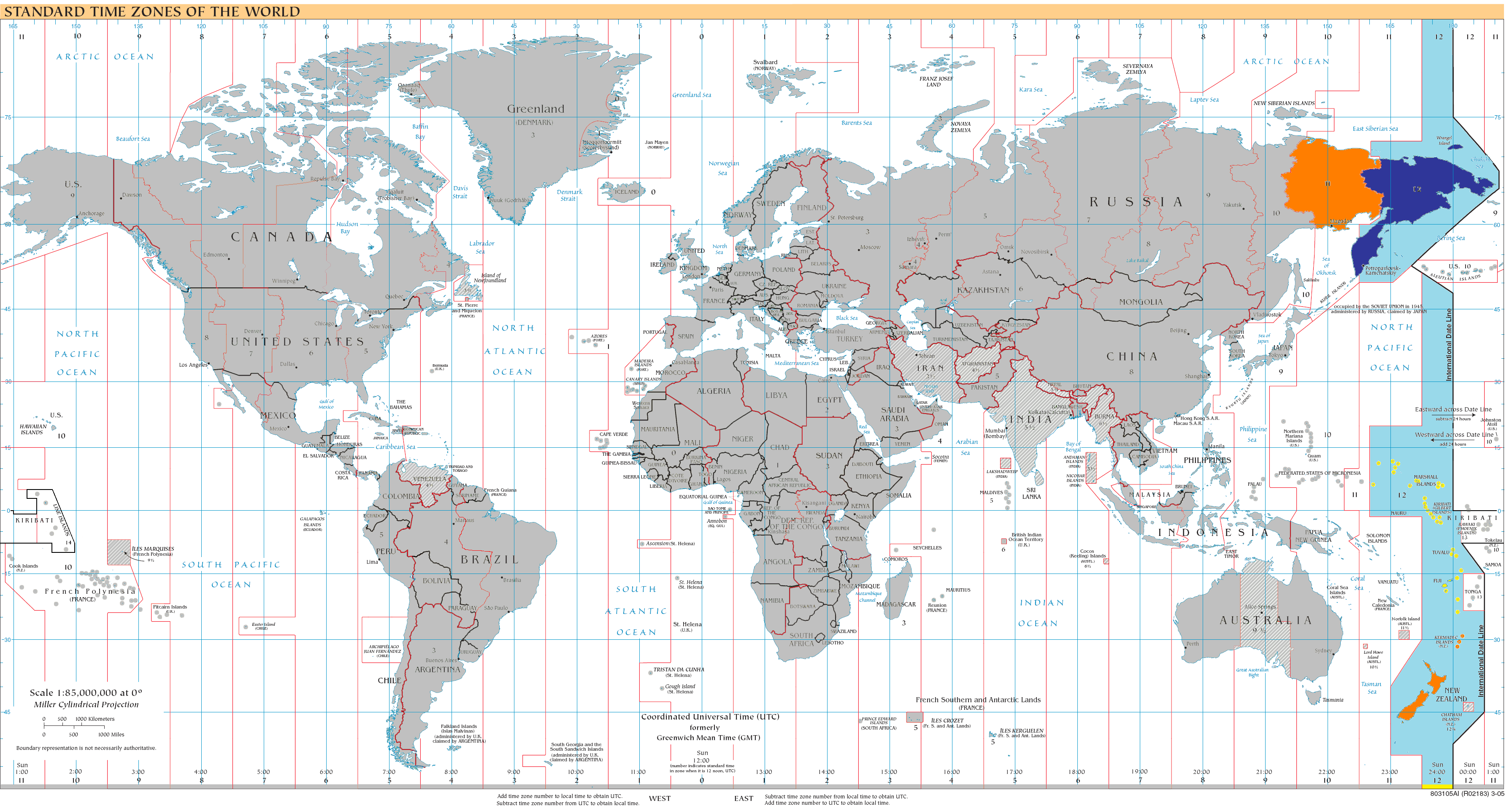
území, kde čas UTC+12 platí celoročně
území, kde čas UTC+12 platí sezónně v zimním období
území, kde čas UTC+12 platí sezónně v letním období
území, kde čas UTC+12 neplatí
mořské plochy spadající do pásma UTC+12
mořské plochy nespadající do pásma UTC+12
Poznámka: Stav k roku 2008

UTC+12:00 je zkratka a identifikátor časového posunu o +12 hodin oproti koordinovanému světovému času. Tato zkratka je všeobecně užívána.
Existují i jiné zápisy se stejným významem:
- UTC+12 — zjednodušený zápis odvozený od základního[1]
- M — jednopísmenné označení používané námořníky, které lze pomocí hláskovací tabulky převést na jednoslovný název (Mike).[2]

Zkratka se často chápe ve významu časového pásma s tímto časovým posunem. Odpovídajícím řídícím poledníkem je pro tento čas 180°. Teoretická šířka pásma je atypicky pouze 7½° od 172°30′ východní délky do 180. poledníku, kde na něj navazuje UTC−12:00, přičemž obě pásma odděluje pouze datová hranice, tudíž se mezi sebou liší o jeden den (24:00).

## Jiná pojmenování
| zkratka | česky                        | anglicky                  | poznámka                          | odkaz  |
| ANAST   | -                            | Anadyr Summer Time        | historicky definované pásmo       | [ 4 ]  |
| ANAT    | anadyrský čas                | Anadyr Time               | historicky definované pásmo       | [ 5 ]  |
| FJT     | -                            | Fiji Time                 |                                   | [ 6 ]  |
| GILT    | -                            | Gilbert Island Time       | viz časová pásma na Kiribati      | [ 7 ]  |
| MAGST   | -                            | Magadan Summer Time       | neaplikuje se                     | [ 8 ]  |
| MHT     | -                            | Marshall Islands Time     |                                   | [ 9 ]  |
| NFDT    | -                            | Norfolk Daylight Time     | viz časová pásma v Austrálii      | [ 10 ] |
| NRT     | -                            | Nauru Time                |                                   | [ 11 ] |
| NZST    | novozélandský standardní čas | New Zealand Standard Time | viz časová pásma na Novém Zélandu | [ 12 ] |
| PETST   | -                            | Kamchatka Summer Time     | neaplikuje se                     | [ 13 ] |
| PETT    | kamčatský čas                | Kamchatka Time            | viz časová pásma v Rusku          | [ 14 ] |
| TVT     | -                            | Tuvalu Time               |                                   | [ 15 ] |
| WAKT    | -                            | Wake Time                 |                                   | [ 16 ] |
| WFT     | -                            | Wallis and Futuna Time    | viz časová pásma ve Francii       | [ 17 ] |

## Úředně stanovený čas
Čas UTC+12:00 je používán na následujících územích, přičemž standardním časem se míní čas definovaný na daném území jako základní, od jehož definice se odvíjí sezónní změna času.

### Celoročně platný čas
- Fidži — standardní čas platný v tomto státě
- Gilbertovy ostrovy (Kiribati) — standardní čas platný na tomto souostroví
- Marshallovy ostrovy — standardní čas platný v tomto státě
- Nauru — standardní čas platný v tomto státě
- Rusko — standardní čas platný na části území (Čukotský autonomní okruh, Kamčatský kraj)
- Tuvalu — standardní čas platný v tomto státě
- atol Wake (pod správou USA v rámci menších odlehlých ostrovů Spojených států amerických) — standardní čas platný na tomto neobydleném ostrově.
- Wallis a Futuna (Francie) — standardní čas platný na tomto souostroví

### Sezónně platný čas
- Antarktické základny (Rossova dependence, polární stanice McMurdo a polární stanice Amundsen–Scott), které jsou zásobovány z Nového Zélandu — standardní čas[p 5][19]
- Norfolk — letní čas posunutý o jednu hodinu proti standardnímu času.[p 6]
- Nový Zéland[p 7] — standardní čas[p 5]

## Historie
Časové pásmo UTC+12 platilo dlouhodobě v Sovětském svazu od zavedení pásmového času v roce 1919. Na části ruského území platil tento čas celoročně s výjimkou let 2010 až 2011, kdy platil jen v letní sezóně.
Čas platil od roku 1928 na Novém Zélandu jako letní a od roku 1941 po celý rok. Od roku 1974 platí jako standardní po část roku.